# Савона (Нью-Йорк)
Савона (англ. Savona) — селище (англ. village) в США, в окрузі Стубен штату Нью-Йорк. Населення — 672 особи (2020).

## Географія
Савона розташована за координатами 42°16′59″ пн. ш. 77°13′25″ зх. д. / 42.28306° пн. ш. 77.22361° зх. д. (42.283074, -77.223650).  За даними Бюро перепису населення США в 2010 році селище мало площу 2,69 км², уся площа — суходіл.

## Демографія
Згідно з переписом 2010 року, у селищі мешкало 827 осіб у 304 домогосподарствах у складі 223 родин. Густота населення становила 307 осіб/км².  Було 332 помешкання (123/км²).
Расовий склад населення:
| - 97,5 % — білих - 0,8 % — чорних або афроамериканців - 0,2 % — азіатів - 0,1 % — корінних американців |

До двох чи більше рас належало 1,1 %. Частка іспаномовних становила 0,7 % від усіх жителів.
За віковим діапазоном населення розподілялося таким чином: 29,6 % — особи молодші 18 років, 58,4 % — особи у віці 18—64 років, 12,0 % — особи у віці 65 років та старші. Медіана віку мешканця становила 32,9 року. На 100 осіб жіночої статі у селищі припадало 93,2 чоловіків;  на 100 жінок у віці від 18 років та старших — 85,9 чоловіків також старших 18 років.
Середній дохід на одне домашнє господарство  становив 50 143 долари США (медіана — 49 500), а середній дохід на одну сім'ю — 49 856 доларів (медіана — 43 438). Медіана доходів становила 41 750 доларів для чоловіків та 35 750 доларів для жінок. За межею бідності перебувало 23,4 % осіб, у тому числі 40,0 % дітей у віці до 18 років та 7,9 % осіб у віці 65 років та старших.
Цивільне працевлаштоване населення становило 351 особа. Основні галузі зайнятості: освіта, охорона здоров'я та соціальна допомога — 21,1 %, роздрібна торгівля — 16,2 %, виробництво — 14,0 %.